# Ovaliptila
Ovaliptila is een geslacht van rechtvleugeligen uit de familie krekels (Gryllidae). De wetenschappelijke naam van dit geslacht is voor het eerst geldig gepubliceerd in 2006 door Gorochov.

## Soorten
Het geslacht Ovaliptila omvat de volgende soorten:
- Ovaliptila beroni Popov, 1974
- Ovaliptila buresi Maran, 1958
- Ovaliptila kinzelbachi Harz, 1971
- Ovaliptila krueperi Pantel, 1890
- Ovaliptila lindbergi Chopard, 1957
- Ovaliptila newmanae Harz, 1969
- Ovaliptila wettsteini Werner, 1934